# Gradski stadion Velika Gorica
Gradski Stadion Velika Gorica (Gradski stadion Velika Gorica nebo Stadion ŠRC Velika Gorica) je fotbalový stadion v chorvatském městě Velika Gorica, a zároveň domácí stadion klubu HNK Gorica, v minulosti i NK Radnik. Celková kapacita stadionu je 5200 míst.
Stadion byl postaven v roce 1987 pro letní Univerziádu, která se konala v nedalekém hlavním městě Chorvatska, Záhřebu. Od té doby byl rekonstruován dvakrát, v roce 1999 pro vojenské světové hry, konané v Záhřebu. A podruhé v roce 2010 z důvodu splnění požadavků pro druhou nejvyšší soutěž, Druga HNL.